# バトルネットワーク ロックマンエグゼ
『バトルネットワーク ロックマンエグゼ』は、2001年3月21日にカプコンから発売されたゲームボーイアドバンス専用のデータアクションRPGである。

## 概要
ロックマンエグゼシリーズの第一作目で、ゲームボーイアドバンス本体とローンチタイトルとして発売された。この作品で、ロックマンの持つ秘密が明らかにされる。電脳世界と現実世界を交互に冒険し、電脳世界では出現するウイルスと戦う世界観である。本作のリメイクとしてニンテンドーDS用のゲームソフトである『ロックマン エグゼ オペレート シューティングスター』が発売されている。

## ストーリー
西暦200X年。IT産業が急激に発達し、「PET」と呼ばれる携帯端末を全ての人が所有していた。
その中にいるのが擬似人格型プログラム「ネットナビ」である。
人々はネットナビを介して、日常のあらゆる行為をネットワーク上で行うことができ、生活は数年前とは比べ物にならないほど便利になっていた。
しかし、その一方でネット犯罪が深刻化し、各地のネットワークでウイルス・ネットテロ対策が社会問題化していた。
中でも悪質なのはWWW（ワールドスリー）と呼ばれるネット犯罪集団である。データを全て消去したり、機器を暴走させたりして、多くの人が被害を受けている。彼らにはネット犯罪者を取り締まるオフィシャルネットバトラーも手を焼いていた。
デンサンシティ、秋原町。そこにはウイルスバスティングの得意な小学5年の少年、光熱斗がいた。彼のナビの名はロックマン。2人は大きな事件に巻き込まれてゆくことになる。

## 登場キャラクター
身長は『ロックマンエグゼ アドバンスドコレクション』のギャラリーモードで公開された設定資料より

### メインキャラクター
光熱斗（ひかり ねっと）
主人公。小学5年生。勉強は苦手だが、ウイルスバスティングの腕前はピカイチ。N（ネットワーク）12年6月10日生のB型。
ロックマン
熱斗が父親から貰ったネットナビ。潜在能力は未知数。
桜井メイル（さくらい メイル）
熱斗の幼馴染。危険に飛び込んでゆく熱斗をいつも心配している。ピアノが得意。
ロール
メイルのネットナビ。彼女のメガクラスチップはロックマンのHPを回復し、より回復させるプログラムアドバンスも成立させる。
伊集院炎山（いじゅういん えんざん）
小学生ながら政府公認のオフィシャルネットバトラー。日夜ネット犯罪の解決に当たっている。
ブルース
炎山のナビで、バトルチップを自分で使用できるオフィシャルナビ。ソード系のチップ、電脳盾などで戦う。
光祐一朗（ひかり ゆういちろう）
熱斗のパパ。ネットナビの生みの親であり、ロックマンを作ったのも彼である。
光はる香（ひかり はるか）
熱斗のママ。熱斗たちがいない間も家をしっかり守っている。料理上手。
大山デカオ（おおやま デカオ）
熱斗のクラスのガキ大将。オペレーションの腕前は熱斗にかなわない。
ガッツマン
デカオのナビ。「ガッツハンマー」でパネルを壊してくる。
綾小路やいと（あやのこうじ やいと）
大企業の社長令嬢。飛び級して熱斗たちと同じクラスに在籍中。
グライド
やいとのナビ。やいとの世話を任されている執事のようなナビ。
大園まり子
熱斗のクラスの美人教師。ゆり子という双子の姉がいる（アニメ版では双子の妹）。
サロマ
自然保護活動の一環として、自然食弁当を科学省前にて販売している少女。身長147.6cm。
ウッドマン
サロマのナビ。身長266cm。主力攻撃は地中から生やして敵に襲わせる「ウッディタワー」。
マサ
科学省前にて魚を売っている魚屋。身長169.7cm。ネットバトルは得意。
シャークマン
マサのナビ。身長169cm。電脳エリアを潜水しての奇襲戦法が得意。
氷川清二
水道局の主任。身長186.5cm。息子を誘拐・脅迫され、浄水処理プログラムを改竄・汚水を流すプログラムに変換する。
アイスマン
氷川のナビ。身長79cm。電脳界の水分を任意に操作し、氷を自由に作り出す。
黒井みゆき
デンサンシティにて骨董品屋を営む。身長158cm。骨董品のみならずナビの魂も計れるとか。
スカルマン
体のパーツを飛ばして攻撃してくる不気味なみゆきのナビ。身長213cm。
大園ゆりこ
デンサンタウンの学習塾で講師を務めている女性。熱斗の担任である大園まりこの双子の姉である。表向きは能天気なぶりっ子のような話し方をするが、実は元WWWの幹部でWWWの目を眩ますために演技をしており、ウラインターネットへ突入するためのリンクを求めてきた熱斗に対し「あなたのようなネットバトラーを待っていた」と正体を明かした。ゆりこのヒントを熱斗に与えた研究員は、彼女を「若い上品な女性」と称していた。正体を明かした後、熱斗の実力を確認するためにデータライブラリを見せるよう要求。データライブラリを一定数以上埋めていれば認めてもらえ、「ゆりこリンクメモ」を貰える。最終章ではWWW研究所で拘束されており、ちょうど乗り込んできた熱斗によって救助されている。

### WWW（ワールドスリー）
Dr.ワイリー
WWW総帥。ロボット工学の研究予算をカットされ科学省を辞め、独学でウイルスなどのネットワークを介した反社会的活動の研究を行う。
火野ケンイチ
通称ヒノケン、家庭の電子レンジの放火犯。
ファイアマン
ヒノケンのナビ。炎属性で炎属性攻撃をしかけてくる。ロックマンにデリートされたが『4』にて復活。
日暮闇太郎 （ひぐれ やみたろう）
バトルチップマニア。「〜でマス」が口癖。レアチップに目が眩んで熱斗たちをWWWの一員になるように洗脳しようとする。熱斗に説得され改心。その後は改心してチップショップ「ヒグレヤ」を経営。
ナンバーマン
日暮のナビ。数字コードの作成・解析に長け、スーパーコンピュータ並の演算処理ができる。ロックマンにデリートされたがバックアップで復活した後改心。
ストーンマン
WWWに作られた、オペレーターがいない自律型ナビ。身長400cm。電脳岩を降らせて敵を攻撃する。「ゴゴゴ」としか喋れないが、ロックマンは自動翻訳システムにより彼が何を言っているのか理解できる。岩でメトロラインを塞いでいたところをロックマンにデリートされた。
色綾まどい
Aランクオペレータ。身長164.5cm。団体の資金稼ぎのためデンサンシティの交通管理プログラムをジャックし、修復プログラムを高値で売りさばこうとする。
カラードマン
まどいのナビ。身長198cm。笑顔が張り付いているサディスト。ロックマンにデリートされたが『ロックマンエグゼ トランスミッション』では復活しており、WWWの悪事に懲りている。
エレキ伯爵
本名はジャック・エレキテル。身長188.8cm。暗闇の中でも輝くパーツを付着したスーツを着ている。空調管理システムと発電所を乗っ取り空気を減らし大量殺人未遂を行うが熱斗に阻止された。『6』にてエレキ夫人の発言で逮捕されたことが明らかになる。
エレキマン
エレキ伯爵のナビ。身長182cm。電気を吸収し自己修復できるプログラムが組み込まれている。ロックマンにデリートされたが『トランスミッション』、『ロックマンエグゼ6』で復活している。
ボンバーマン
WWW所属の自律型ナビ、WWWサーバーの警備をしている。身長178cm。言語プログラムが不完全なため喋りに訛りが入っている。爆弾や地雷を駆使して侵入者を排除する。最期はWWWのネットワークを道連れに自爆した。
マハ・ジャラマ
Sランクオペレータにしてワイリーの片腕。身長178.3cm。プログラミングとヨガの達人。
マジックマン
マハ・ジャラマのナビ。身長197cm。召喚するウイルスとの連携戦法を執る。開発当時は「ウィザードマン」という名前だったが、文字数の制限の都合でマジックマンに変更された、という逸話がある。ロックマンに敗れた際ビットデータによりロックマンを戦闘不能に追い込むがブルースにデリートされた。
ドリームウイルス
最終ボス。WWWの「ネットワーク支配計画」のために製作された究極のウイルス。世界に例を見ない、属性を持たないバリア「ドリームオーラ」を自己生成してその身に纏う。縦3×横2マスの攻撃「ドリームソード」は後にプログラムアドバンスとして使用できることになる。

### その他
ファラオマン
超古代文明の王のみが持つことを許されるといわれているネットナビ。身長230cm。インターネットの深部「ウラインターネット」に潜んでいる。
シャドーマン
ウラインターネットに姿を現す忍者のようなネットナビ。身長175cm。
フォルテ
ウラインターネットの最深部に潜んでいるネットナビ。

## CMソング
ロックマンと熱斗の台詞があるが、声優はアニメ版『ロックマンエグゼ』（熱斗 - 比嘉久美子、ロックマン - 木村亜希子）とは異なり、松岡由貴が起用されている。アニメの放送は本作の発売日から約1年後に当たる2002年3月4日からである。
- 『NEO VENUS』
作詞：yasu、作曲：kiyo、歌：Janne Da Arc